# Mens rea
Als mens rea (lat. ‚schuldiger Geist‘; auch mental element oder fault element) bezeichnet man im anglo-amerikanischen Strafrecht eine Voraussetzung der Strafbarkeit. Als positive Voraussetzung der Strafbarkeit (im Gegensatz zu den defences) umschreibt er alle inneren Verbrechensbestandteile im Gegensatz zum actus reus: „Actus non facit reum, nisi mens sit rea“. („Keine Schuld ohne Bewusstsein der Schuld“.)
Es werden vier verschiedene Erscheinungsformen unterschieden: intent oder intention, knowledge, recklessness und negligence. Fälle einer gefährdungs- oder verschuldensunabhängigen Haftung (strict liability) setzen gerade keine subjektive Vorwerfbarkeit voraus.
Im deutschen Strafrecht spricht man vom subjektiven Tatbestand, Unrechtsbewusstsein oder auch Schuldvorwurf. Hier wird zwischen vorsätzlicher und fahrlässiger Tatbegehung unterschieden.